# América (série)
América é um documentário para televisão dirigido por João Moreira Salles, Nelson Brissac Peixoto e Walter Carvalho.Produzido no ano de 1989, fala sobre os Estados Unidos, sua História e seu momento sócio-econômico. Foi realizado em parceria da VideoFilmes, do cineasta João Moreira Salles, com a TV Manchete, ainda na gerência de Adolfo Bloch. Exibida nos dias 2 a 6 de fevereiro de 1992, em cinco episódios de 50 minutos cada, após a novela Amazônia 2,  foi um sucesso imediato de crítica e público, influenciando centenas de jovens cineastas em começo de carreira, como Kiko Goifman. Foi o terceiro trabalho da VideoFilmes na TV Manchete, após documentários sobre Japão e China. 
A série contém entrevistas de personalidades como Czeslaw Milosz, Octavio Paz, Paul Virilio, Jean Baudrillard, Robert Frank, Dennis Hopper, David Byrne, Laurie Anderson, Robert Longo, Robert Venturi. Usa imagens de filmes como Down by Law, de Jim Jarmusch ou Cidadão Kane, de Orson Wells, para encaminhar o texto principal, narrado em offscreem ( fora da tela ) pelo ator e escritor cearense, José Wilker. O texto fala sobre a vida e história americana, suas expectativas e esperanças perdidas, intercalando temas como a evolução do Blues e sua apropriação pela cultura pop, com a obsessão dos americanos pelo movimento ou ausência de memória histórica profunda. 
O Documentário foi comercializado pela TV Manchete Vídeo, mas está fora de catálogo para venda em DVD ou Blue Ray. Os links abaixo são de conversões digitais feitas a partir de coleções pessoais em VHS. No ano de 1998 foi exibido pela Rede Minas de Belo Horizonte aos domingos. A última apresentação registrada foi em 2013, durante homenagem da Caixa Econômica Federal ao cineasta e fotógrafo Walter Carvalho, no Rio de Janeiro.  

## Análise da Obra
A obra foi dividida em capítulos onde temas e abordagens, assim como entrevistados, vão retornando em novos assuntos correlatos. O formato se assemelha a uma câmera que se move em espiral, porém focando partes diferentes de um tema a cada volta que dá no assunto América. 
São capítulos como Movimento, que descreve uma propensão histórica a expandir a população, na conquista do Oeste, depois na indústria de automóveis e estradas, mais uma volta e vemos o processo narrativo terminando o assunto com moradores de traillers que ficam para trás, parados, nessa propensão a mover-se e mudar-se dos americanos. O capítulo Telas registra a impressão de artistas pintores e fotógrafos ao mesmo tempo que discute a evolução das teleconferências e dos tele-evangelistas. Os capítulos e temas muitas vezes se intercalam, dando oportunidade para boas associações e conclusões próprias, sejam nas entrevistas e mesmo nas reflexões pessoais sobre as imagens e sua trilha sonora. 
Quando abordam possibilidades históricas para o futuro, assim com temas tecnológicos, os autores do documentário América acertam na maioria das previsões que se pode concluir de alguns temas, o que dá ao trabalho um certo ar profético. Além dos tele-evangelistas e seu massivo crescimento e da real e confirmada importância das teleconferências citadas acima, há temas como a realidade virtual e sua futura aplicação nas mídias, principalmente jogos. A antecipação da crise econômica americana à partir do sul dos EUA e as possibilidades de manipular imagens conferindo a cada pessoa o poder de um cineasta também são dedutíveis facilmente nas abordagens do filme. 